# Erik Holmgren

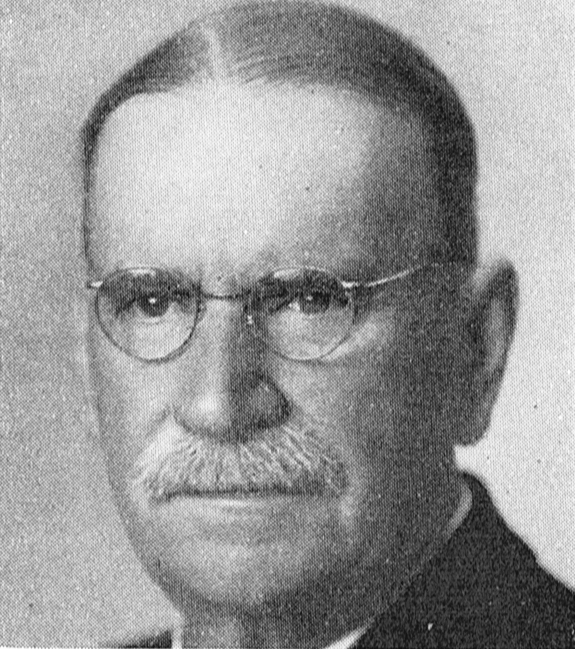
Erik Albert Holmgren (1930)

Erik Albert Holmgren (* 7. Juli 1872; † 18. März 1943) war ein schwedischer Mathematiker, der sich mit partiellen Differentialgleichungen befasste.
Holmgren war der Sohn des Mathematikers Hjalmar Holmgren (1822–1885), Professor an der Technischen Hochschule Stockholm. Holmgren wurde 1898 an der Universität Uppsala über Differentialgleichungen promoviert. Er war 1909 bis 1937 Professor in Uppsala. 1924 wurde er Mitglied der Akademie der Wissenschaften in Uppsala.
Er ist für Holmgren´s Eindeutigkeitssatz für lineare partielle Differentialgleichungen mit reellen analytischen Koeffizienten bekannt. Er besagt, dass eine Lösung des Cauchy-Problems (mit Cauchy-Daten auf einer nicht-charakteristischen Fläche S) in der Umgebung von S eine eindeutige Lösung hat. Der Satz verschärft damit den (allgemeiner gültigen) Satz von Cauchy-Kowalewskaja im linearen Fall, der die Existenz einer analytischen Lösung sicherstellt und die Existenz nicht-analytischer Lösungen offenlässt. Nach dem Satz von Holmgren gibt es keine weiteren Lösungen im linearen Fall.
Zu seinen Doktoranden zählt Torsten Carleman.